# Зазірки
Зазі́рки — село в Україні, у Кролевецькій міській громаді Конотопського району Сумської області. Площа — 302 га. Населення становить 614 осіб (2001 р.). До 2020 орган місцевого самоврядування — Зазірківська сільська рада.

## Географія
Село Зазірки розташоване на Сході району, на берегах річки Ворголка, притоки Клевені, за 30 км від районного центру м. Кролевець. Вище за течією на відстані 1,5 км розташоване село Калашинівка, нижче за течією на відстані 1,5 км розташоване село Воргол. До села примикають лісові масиви (переважно складаються з дубів). На захід від села знаходиться балка Чухутів Яр.

## Символіка
На зеленому тлі зображені срібно-чорна шестипроменева зірка і півмісяць з людським обличчям. Герб представляє собою ребус — «за зіркою місяць ховається», що вказує на назву села (є промовистим). Раніше село називалося Заозерки про що вказує срібний колір зірки, а зараз ці озера перетворилися на болота на що вказує чорний колір на зірці. Місяць на гербі одночасно старий (манера виконання) і молодий (за формою місяць-молодик) вказують як на те, що це старовинне козацьке село, так і на молодість, силу і красу села зараз. Зелене тло — це неймовірна краса навколишньої природи (всі хто бував у селі знають про що ці слова).

## Походження назви
Назва села походить від слова «заозерки». Це означає, що раніше в цій місцевості були озера, які пересохли і нині перетворилися у болота. Назва трохи змінилася і село стало називатися Зазірки.
Останнім часом накопичені данні про вплив Елліністичного Єгипту на місцеву топономіку. Виходячи з цього, Заозірки трактуються як «за Озирисом», а р. Клевень (KЄΛЄВІN) — плавати.

## Історія
У перших згадках про село говориться, що в період Північної війни, тобто на початку XVIII ст. вже існувало селище, у якому налічувалося кілька десятків дворів. Перші поселенці розселились на лівобережжі річки Воргол на височині, де тепер розташований центр села. У XVIII ст. ці землі належали полковнику Михайлу Андрійовичу Миклашевському. Навколо селища було багато лісів, які селяни вирубували, перетворюючі звільнені землі у поля.
Зазірки — село партизанське. В часи Вітчизняної війни в серпні 1941 р. в селі був сформований загін партизанів, чисельністю — 12 чоловік. Командиром був Романцов Іван Олексійович. Зазірські партизани. що входили до з'єднання Сидора Артемовича Ковпака пройшли з боями шлях від Путивля до Карпат.
12 червня 2020 року, відповідно до розпорядження Кабінету Міністрів України № 723-р «Про визначення адміністративних центрів та затвердження територій територіальних громад Сумської області», село увійшло до складу Кролевецької міської громади.
19 липня 2020 року, в результаті адміністративно-територіальної реформи та ліквідації Кролевецького району, увійшло до складу новоутвореного Конотопського району.

## Соціальна сфера
В селі працює сільський будинок культури, діють навчально-виховний комплекс, фельдшерсько-акушерський пункт, поштове відділення зв'язку, приватні магазини.

## Постаті
- Онищенко Сергій Петрович (1974—2022) — молодший сержант збройних сил України, учасник російсько-української війни.